# Kék róka (film, 2022)
A Kék róka Pacskovszky József 2022-es  tévéfilmje, amely Herczeg Ferenc azonos című darabjából (1917) készült.
A franciás stílusban írt művet eredetileg a Vígszínházban mutatták be 1917-ben, majd műsorra került még Párizsban is ugyanabban az évben. A történet az 1900-as évek elején játszódik, középosztálybeli réteghez tartozó emberek között. Cecile (Zsigmond Emőke), a gyönyörű menyasszony amikor vőlegényéhez siet, egy pillanat alatt beleszeret egy ismeretlen férfiba az utcán. Az ismeretlen férfiról hamarosan kiderül, ő Sándor (Száraz Dénes), vőlegénye sokat emlegetett barátja, és tanúja. A kor erkölcsi normái szerint ebből a szerelemből nem lehet semmi, ráadásul Sándor egy gáncstalan lovag, akinek (élet)felfogása kizár minden kapcsolatot Cecile és őközte. Sándor ugyan később is gyakran jár a házaspárhoz, de feltörő érzelmei miatt sok időt tölt külföldön is. Egyik külföldi útjáról hazatérve, enged a pletykáknak, mert úgy érzi Cecile (Zsigmond Emőke) megcsalja férjét. Mint jó baráthoz illik, felvilágosítja Pált (Fekete Ernő), és szembesíti Cecile-t, a csalfa asszonyt. Ám ez még csak a kezdete ennek a történetnek, mely csavarokkal és félreértésekkel teli.

## Szereplők
- Cecília - Zsigmond Emőke
- Sándor - Száraz Dénes
- Pál - Fekete Ernő
- Léna - Kovács Panka
- Aliz - Sodró Eliza
- Trill báró - Schmied Zoltán
- Riki - Bánovits Vivianne
- Pincér - Medveczky Balázs
- Trill legénye - Kazári András
- Árverésvezető - Gaál Dániel

## Alkotók
- Vágó - Poós A. Márton
- Forgatókönyvíró - Pacskovszky József, Somogyi György
- Producer - Helmeczy Dorottya, Kálomista Gábor
- Zeneszerző - Bacsó Kristóf
- Operatőr - Gózon Francisco